# Sånger i jul
Sånger i jul är ett julalbum från 1995 av Göran Lindberg.

## Låtlista
1. Tänd ett ljus / B.T. Bråthen, M. Höglund
2. Låt mig få tända ett ljus (Mozarts vaggsång) / B. Flies, B. Carlsson
3. Jul, jul, strålande jul / G. Nordqvist, E. Evers
4. Hör mina ord / B. Månson
5. White Christmas / I. Berlin
6. Tindra stjärna i juletid / B. Månson
7. Somebody's Bigger than You and I / J. Lange, H. Heath, J.F. Burke
8. Julen står för vår dörr (En kvinna ser tillbaka) / L. Clerwall, M. Höglund
9. I kväll jag tänder ett ljus / I. Hellberg
10. O helga natt (Cantique de Noël) / A. Adam, A. Kock
11. Blott en dag, ett ögonblick i sänder / O. Ahnfelt, L. Sandell-Berg
12. Lovsång / B. Månson, J.A. Hellström
13. Stilla natt (Stille Nacht, heilige Nacht) / F. Gruber, O. Mannström

### Fotnoter
1. ↑  ”Sånger i jul”. Svensk mediedatabas. 8 mars 1995. http://smdb.kb.se/catalog/id/001509326. Läst 29 december 2013.